# 藤浪站
藤浪站（日语：／ Fujinami eki */?）是一個位於日本愛知縣愛西市諏訪町，屬於名古屋鐵道（名鐵）津島線的車站。車站編號為TB06。

## 車站構造
對向式月台2面2線的高架車站。
| 月台 | 路線   | 方向 | 目的地               |
| ---- | ------ | ---- | -------------------- |
| 1    | 津島線 | 下行 | 津島方向             |
| 2    | 津島線 | 上行 | 須口、名鐵名古屋方向 |

### 配線圖
| ← 津島、 彌富方向 | 藤浪站 站內配線略圖 | → 須口、 名古屋方向 |
| 图例 参考文献：   |                     |                     |

## 使用狀況
- 在中提及在2013年度，當時1日平均上下車人次為4,272人，為名鐵所有車站（275站）排名第100，津島線（8站）中排名第6[3]。
- 在中提及在1992年度，當時1日平均上下車人次為5,282人，為除岐阜市內線均一車費區間內各站（岐阜市內線、田神線、美濃町線徹明町站至琴塚站之間）外名鐵所有車站（342站）中排名第82，津島線（8站）排名第5[4]。
- 在中提及，在2007年度1日平均乘車人次為2,311人，在2008年度1日平均乘車人次為2,270人。
- 在愛西市統計資料中，以下為近年1日平均上下車人次的列表：

| 年度   | 1日平均 上下車人次 |
| ------ | ------------------ |
| 2002年 | 2,268              |
| 2003年 | 2,368              |
| 2004年 | 2,434              |
| 2005年 | 2,601              |
| 2006年 | 2,616              |
| 2007年 | 2,683              |
| 2008年 | 2,745              |
| 2009年 | 2,747              |
| 2010年 | 2,798              |
| 2011年 | 2,861              |
| 2012年 | 2,857              |
| 2013年 | 2,922              |
| 2014年 | 2,886              |
| 2015年 | 2,894              |
| 2016年 | 2,878              |
| 2017年 | 2,947              |
| 2018年 | 4,887              |

## 車站周邊
- 勝幡城（日语：勝幡城）遺址 - 車站前的東邊小屋內展示了勝幡城估計城堡原本形態的模型
- 愛西市立勝幡小學（日语：愛西市立勝幡小学校）
- 佐織勝幡郵局
- 大垣共立銀行（日语：大垣共立銀行）佐織分店
- 義津屋（日语：ヨシヅヤ）愛西勝幡店
- MEGA Don Quixote UNY（日语：MEGAドン・キホーテUNY）勝幡店
- valor（日语：ホームセンターバロー）勝幡店（舊 Fujiya Home Center）

## 巴士路線
稻澤市社區巴士
- 千代田線　經國府宮站往稻澤市民醫院
- 平和線　往稻澤市政廳
  - 兩路線每日6往返班次行，星期日暫停服務（但是在國有假期、12月29日～1月3日、裸體祭當日提供服務）。

## 相鄰車站
名古屋鐵道
  津島線
■特急、■急行、■準急
通過
■普通
勝幡（TB05）－藤浪（TB06）－津島（TB07）

## 注腳
1. 1 2  駅時刻表：名古屋鉄道・名鉄バス （页面存档备份，存于），2019年3月24日參閲
2. ↑  電氣車研究會，『鐵道畫刊』通卷第816號 2009年3月 臨時特刊號 「特集 - 名古屋鉄道」，卷末收錄「名古屋鐵道 配線略圖」
3. ↑  名鐵120年史編纂委員會事務局（編）. . 名古屋鐵道. 2014: 160–162.
4. ↑  名古屋鐵道廣報宣傳部（編）. . 名古屋鐵道. 1994: 651–653.

## 外部連結
- 藤浪 - 名古屋鐵道